# 카올라크주

카올라크주

카올라크주(프랑스어: Région de Kaolack)는 세네갈의 주로, 주도는 카올라크이며 면적은 16,010km2, 인구는 918,355명(2013년 기준)이다. 동쪽으로는 탐바쿤다주, 북쪽으로는 디우르벨주, 서쪽으로는 파티크주, 남쪽으로는 감비아와 인접해 있으며 4개의 하위 행정 구역(긴기네오, 카올라크, 쿤괼, 니오로뒤리프)을 관할한다.